# بنجامین فیش
بنجامین فیش (لهستانی: Benjamin Fisz) (زاده ۱۷ نوامبر ۱۹۲۲) یک تهیه‌کننده و نویسنده فیلم اهل لهستان بود، از فیلم‌های معروف او می‌توان به نبرد بریتانیا، قهرمانان تلمارک، A Town Called Bastard , Aces High نام برد.

## زندگی
‏‫پیش از فعالیت سینمایی، فیز به انگلستان مهاجرت کرد و در خلال جنگ جهانی دوم به عنوان خلبان جنگنده در نیروی هوایی سلطنتی درآمد.
فیس پس از جنگ وارد صنعت فیلم‌سازی انگلیس شد. او تولید خود را با چهار فیلم به کارگردانی سای اندفیلد آغاز کرد. در دهه ۱۹۶۰ او تولید فیلم‌هایی دربارهٔ جنگ جهانی دوم را آغاز کرد، اگرچه تلاش برای ساخت فیلمی دربارهٔ آورده وینگات به ثمر ننشست.